# Wendell Meredith Stanley
Wendell Meredith Stanley (16. srpna 1904 Ridgeville, Indiana, USA – 15. června 1971 Salamanca, Španělsko) byl americký biochemik a virolog, který v roce 1946 spolu s Jamesem Sumnerem a Johnem Northropem získal Nobelovu cenu za chemii za „přípravu enzymů a virových proteinů v čisté formě“.

## Biografie
Získal titul B.S. v chemii na Earlham College. Poté studoval na Univerzitě v Illinois, kde v roce 1927 získal titul M.S. a o dva roky později Ph.D. v chemii.
Chvíli pracoval s Heinrichem Wielandem v Mnichově a do Spojených států se vrátil roku 1931. Poté až do roku 1948 pracoval v Rockefellerově institutu. Později se stal profesorem biochemie na Kalifornské univerzitě v Berkeley.
V roce 1935 krystalizoval virus tabákové mozaiky, který způsobuje chorobu tabáku, a izoloval z něho nukleoprotein.
V roce 1946 získal Nobelovu cenu za chemii. Bylo mu uděleno několik čestných titulů z amerických i zahraničních univerzit, např. z Harvardu, Yaleu, Princetonu a Pařížské univerzity.
V roce 1929 se oženil s Marian Staples, s kterou měl později tři dcery a jednoho syna.